# Theo Müller (Unternehmer)
Theobald „Theo“ Alfons Müller (* 29. Januar 1940 in Aretsried) ist ein deutscher Unternehmer. Er ist insbesondere bekannt durch sein Unternehmen, die Unternehmensgruppe Theo Müller.

## Leben
Theo Müller wuchs als Sohn des Molkereibesitzers Alois Müller im schwäbischen Aretsried auf. 1971 übernahm er die Leitung der väterlichen Molkerei mit vier Angestellten. Zum Jahresende 1999 war die Unternehmensgruppe Theo Müller mit der bekannten Marke Müllermilch das viertgrößte milchverarbeitende Unternehmen in Deutschland.
In Rainer Zitelmanns Buch Setze dir größere Ziele findet sich eine ausführliche biografische Skizze über Müller. Sein Erfolgsgeheimnis sei, dass er aus dem austauschbaren Produkt „Milch“ Markenprodukte machte. Zitelmann zitiert Müller: „Mit einem Markenprodukt wie etwa dem ‚Joghurt mit der Ecke‘ kann ich etwa sechs- bis siebenmal mehr verdienen als mit einem Standardprodukt, wie es etwa die H-Milch ist, die jeder herstellen kann.“ In der Branche hätten nur etwa 15 Prozent der Milchprodukte eine Markenidentität, bei seiner Unternehmensgruppe seien es etwa 50 Prozent.

### Umzug in die Schweiz
2003 zog die Familie in die Schweiz, nach Erlenbach an den Zürichsee, um der deutschen Erbschaftsteuer zu entkommen. Zeitgleich mit dem Familienumzug wurde in der Schweiz die Theo Müller Holding (Schweiz) gegründet, um damit auch Erträge der Firmengruppe in der steuergünstigeren Schweiz zu versteuern, und somit die Gesamtsteuersumme zu senken. Müller wurde vorgeworfen, in den Jahren zuvor für seinen Molkereibetrieb in Leppersdorf im Bundesland Sachsen Subventionen im dreistelligen Euro-Millionen-Bereich erhalten zu haben. Der damalige deutsche Bundeskanzler Gerhard Schröder soll daher deutliches Missfallen über Müllers Umzug geäußert haben.
Als im Kanton Zürich Anfang 2009 die Pauschalbesteuerung abgeschafft werden sollte, von der auch Theo Müller profitierte, drohte er im Vorfeld des diesbezüglichen Volksentscheids mit einem Wegzug aus dem Kanton, falls die Pauschalbesteuerung abgeschafft würde. Trotz der Abschaffung blieb er jedoch im Kanton wohnen.

### Familie
Müller hat aus seiner Ehe mit Hanna Bittmann sieben Kinder und mit seiner ehemaligen Lebensgefährtin Ines Hüvel zwei Töchter. Im März 2023 heiratete Müller in Baden-Baden Beate Ebert, die Gesellschafterin und Geschäftsführerin des Industriedienstleiters Ebert Hera Esser.

## Kritik
Theo Müller wurde mehrfach eine Nähe zu rechtem oder rechtsradikalem Gedankengut nachgesagt. Wegen dieses jahrelang bestehenden Gerüchts eines anonymen Urhebers erklärte die Unternehmensgruppe mehrfach in Pressemitteilungen 2007 und 2009, dass weder die Unternehmensgruppe noch Theo Müller selbst rechtsextremen Parteien nahestünden. Auch unabhängige Quellen fanden keine Indizien für das Gerücht, Theo Müller würde die NPD unterstützen. Als ein Ursprung der Gerüchte gilt eine Aktion des Münchner Magazins Wiener aus dem Jahr 1989.
2023 wurde bekannt und auch durch Theo Müller selbst bestätigt, dass dieser regelmäßigen Austausch mit der AfD-Politikerin Alice Weidel pflege. Wie er dem Handelsblatt gegenüber auf Anfrage einräumte, habe er Weidel u. a. zu einem privaten Dinner in Cannes getroffen. Er bestätigte zudem, dass dies weder das erste noch das letzte Treffen gewesen sei. „Bei den Gesprächen mit Frau Dr. Weidel galt mein Interesse dem Programm der AfD sowie ihrer persönlichen Ansicht zur aktuellen Politik“, so Müller. Er betonte allerdings, dass das Treffen auf privater Basis stattgefunden habe und er die AfD dabei nicht mit Spenden unterstütze. Auch habe er keinerlei Anhaltspunkte gefunden, die auf eine NS-Ideologie schließen lasse, welche für ihn ein „absolutes No-Go“ sei. Zum Zeitpunkt der Aussage Ende November 2023 wurde die AfD bereits in mehreren Bundesländern vom Verfassungsschutz beobachtet, unter anderem auch in Baden-Württemberg, dem Landesverband von Weidel. In einem NZZ-Interview Anfang 2024 bezeichnete er Alice Weidel als „eine Freundin“, die öfter zu Besuch komme. Natürlich gebe es, so Müller, „Einzelne in der AfD, die dummes Zeug reden, rechtsextremistische Parolen verbreiten und zum Beispiel Deutsche, die woanders geboren wurden, abschieben wollen“. Er sehe grundsätzlich jedoch keinen Grund, sich von der Partei zu distanzieren. Dass die AfD bisher nicht verboten worden sei, sei für ihn der Beleg, dass die Partei auf dem Boden des freiheitlich demokratischen Rechtsstaats stehe.

## Vermögen
Theo Müller wurde im Jahre 2010 mit einem geschätzten Vermögen von 1,3 Mrd. Euro als Nummer 84 in der Liste der reichsten Deutschen geführt. 2012 wurde sein Vermögen vom Schweizer Wirtschaftsmagazin Bilanz auf 2,5 Mrd. Schweizer Franken geschätzt (Platz 63), 2013 belegte er mit einem geschätzten Vermögen von 2,7 Mrd. Dollar den Platz 527 der Forbes-Liste und war damit auf dieser Liste unter den Deutschen auf Platz 35 und 2014 belegte er mit einem Vermögen von 3,7 Milliarden US-Dollar den Platz 453 auf der Forbes-Liste.
In der Liste der 500 reichsten Deutschen des Manager-Magazins wurde Theo Müller 2016 mit einem Vermögen von 5 Mrd. Euro unter den 25 größten Vermögen in Deutschland geführt.

## Auszeichnungen
- 2004: Ehrensenator der Technischen Universität München[29]
- 2021: Sächsischer Verdienstorden[30]